# Ladislav Toman
Ladislav Toman (Prága, 1934. július 13. – 2018. július 10.) olimpiai ezüstérmes csehszlovák válogatott cseh röplabdázó.

## Pályafutása
Az 1958-as Európa-bajnokságon aranyérmet nyert a válogatottal. Az 1960-as brazíliai és az 1962-es szovjetunióbeli világbajnokságon az ezüstérmet szerzett csapat tagja volt. Pályafutása utolsó nagy világversenyén, az 1964-es tokiói olimpián ezüstérmet szerzett a válogatottal.

## Sikerei, díjai
- Olimpiai játékok
  - ezüstérmes: 1964, Tokió
- Világbajnokság
  - ezüstérmes: 1960, Brazília, 1962, Szovjetunió
- Európa-bajnokság
  - aranyérmes: 1958, Csehszlovákia